# Mikhàïlovsk
Mikhàïlovsk (en rus: Михайловск) és una ciutat de l'óblast de Sverdlovsk, a Rússia, segons el cens del 2021 tenia 8.720 habitants.